# 津田治彦
津田 治彦（つだ はるひこ）は日本の作曲家。妹はピアニストの津田裕子。

## 略歴
1976年に結成した新●月をはじめ、様々なバンドの中核を務め、日本におけるプログレッシブ・ロックのはしりとして活動する。
1980年の新月解散後は、Phonogenix（フォノジェニックス）、ASTURIASなど様々なバンドに参加。大山曜、西村太平と組んだサイコソニックでは、アーテックのゲーム音楽を担当するなど幅広い活動を見せた。
現在もPhonogenixを率いると共に、ギタリストとして他音楽家とセッションを行うなど様々な音楽活動を行っている。

## 作品
バンド活動に関しては、各項目を参照。
- 新●月
- Phonogenix
- ASTURIAS

### ゲーム音楽
- ミネルバトンサーガ ラゴンの復活
- 獣神ローガス（一部作曲）
- ディガンの魔石
- ダークレイス

### 編曲
- 伊藤美紀「小夜（リトルナイト）カーニバル」（作詞：栃内淳・作曲：小倉久佳(ZUNTATA名義)） - ※シングル「哀愁ピュセル」C/W曲